# Tristan i Izolda (2006.)
Tristan i Izolda (originalni engleski naziv Tristan & Isolde) je film iz 2006., kojeg je u njemačko/britansko/američkoj koprodukciji režirao Kevin Reynolds. Scenarij filma u glavnim crtama slijedi poznatu srednjovjekovnu priču Tristan i Izolda čija se radnja vrti oko nesretne ljubavi viteza Tristana i princeze Izolde. Film su producirali Ridley Scott i Tony Scott, a glavne uloge tumače James Franco i Sophia Myles.

## Vanjske poveznice
- Službene stranice filma  Arhivirana inačica izvorne stranice od 28. kolovoza 2008. (Wayback Machine)